# Nancy Stokey
Nancy Laura Stokey (ur. 8 maja 1950) – amerykańska ekonomistka, profesor ekonomii Uniwersytetu Chicagowskiego i pracowniczka naukowa NBER. Zajmuje się ekonomią matematyczną, rozwijała teorie wzrostu i dynamiki gospodarczej, makroekonomicznej polityki fiskalnej i pieniężnej, oraz szczegółowe modele mikroekonomiczne. 

## Życiorys

### Wczesne życie i wykształcenie
Studiowała ekonomię na Uniwersytecie Pensylwanii (B.A. 1972) i Uniwersytecie Harvarda (Ph.D. 1978), pisząc doktorat pod kierunkiem Kennetha Arrowa.
Jej mężem był Robert Lucas Jr., laureat Nagrody Banku Szwecji im. Alfreda Nobla w dziedzinie nauk ekonomicznych.

### Praca i dalsze życie
Po studiach pracowała na Uniwersytecie Minnesoty, Uniwersytecie Chicagowskim i Northwestern University, od 1990 pozostaje w kadrze Uniwersytetu Chicagowskiego.
Publikowała na temat teorii wzrostu i rozwoju gospodarczego, wykorzystując te modele do badania historii gospodarczej, m.in. rewolucji przemysłowej. Rozwijała teorie sterowania optymalnego i teorii gier w kontekście rynków finansowych, opracowując wspólnie z Paulem Milgromem przełomowy dla dziedziny finansów behawioralnych tzw. no-trade theorem.
Była współautorką, obok Roberta Lucasa Jr. i Edwarda Prescotta, popularnej książki Recursive Methods in Economic Dynamics. Zasiadała w reakcji czasopism naukowych takich jak Econometrica. W kadencji 1996–97 pełniła funkcję wiceprzewodniczącej Amerykańskiego Towarzystwa Ekonomicznego. Została uhonorowana tytułem Distinguished Fellow tego towarzystwa, oraz tytułem Fellow Econometric Society, Amerykańskiej Akademii Sztuk i Nauk, i National Academy of Sciences. Otrzymała doktorat honoris causa Uniwersytet Zachodniego Ontario.